# 코리올란 (희곡)
《코리올란》(Coriolan, Coriolanus)은 극작가 베르톨트 브레히트가 각색한 미완성 작품이다. 코리올라누스는 로마 장군이다. 플루타르크 ≪영웅전≫의 이 인물은 셰익스피어에 의해 비극적 영웅으로 묘사된다. 브레히트는 이 인물에 대한 고전적 해석을 뒤집는다. 그는 ＜코리올란＞을 통해 왜 역사책에는 영웅들의 이름만 나오는지, 전쟁을 승리로 이끌기 위해 희생한 병사들의 이름은 어디에 묻혔을지, 승리의 만찬을 준비한 요리사의 이름은 무엇인지에 대해 묻는다.

## 배경
숱한 전쟁을 승리로 이끌고 개선한 로마 장군 코리올라누스는 원로원의 지지에 힘입어 집정관 후보로 나선다. 하지만 코리올라누스는 득표를 위해 시민들에게 아부하길 거부한다. 되려 시민의 목소리를 대변하는 호민관 제도를 폐지해야 한다고 주장한다. 분노한 시민들이 그를 추방한다. 코리올라누스는 곧장 로마와 적대 관계인 볼스키에 투항하고 볼스키군을 몰아 로마를 공격한다. 지난날 로마 수성의 일등공신이던 코리올라누스가 로마에 가장 위협적인 적으로 돌변한 순간이다. 로마 원로원은 코리올라누스의 가족을 내세워 그의 마음을 되돌리려 한다. 결국 로마 공격을 중단한 코리올라누스는 볼스키에 배반자로 낙인찍혀 죽는다.
셰익스피어는 플루타르크 ≪영웅전≫의 기록을 바탕으로 ＜코리올라누스＞라는 비극을 썼다. 그는 코리올라누스를 비범한 영웅적 기질을 가진 인물로 묘사했다. 브레히트는 플루타르크, 셰익스피어와는 다른 해석을 제시한다. 그는 ＜코리올란＞에서 코리올라누스를 오만 때문에 몰락한 독재자로 그리는 대신 로마 시민의 역할을 부각했다. 코리올라누스를 나치와 같은 독재정치의 씨앗으로 보고 민중에 의해 그가 몰락하는 과정을 그린 것이다. 브레히트는 ＜코리올란＞에서 묻는다. “역사책에는 왜 영웅의 이름만 등장하는가? 참전한 병사들, 성을 쌓은 석공들, 승리의 만찬을 준비한 요리사들의 이름은 왜 없을까?” 그에 대한 답변은 분명하다. 역사는 지배자의 관점으로 기술되었다는 것이다.